# شولپ بای رندسبورگ
شولپ بای رندسبورگ (به آلمانی: Schülp b. Rendsburg) یک شهر در آلمان است که در رندسبورگ-اکرنفورده واقع شده‌است. شولپ بای رندسبورگ ۱٬۱۳۷ نفر جمعیت دارد.